# Magaye Gueye
Magaye Serigne Falilou Dit Nelson Gueye (Nogent-sur-Marne, 6 de julho de 1990) é um futebolista profissional senegalês que atua como meia, atualmente defende o FK Qarabağ.

## Carreira
Magaye Gueye fez parte do elenco da Seleção Senegalesa de Futebol nas Olimpíadas de 2012.